# Sclerodermatineae
Sclerodermatineae (лат.) — подотряд грибов отряда болетовые. Описанный в 2002 году микологами Манфредом Биндером и Андреасом Бресинским, он содержит девять родов и около 80 видов. Подотряд содержит разнообразные строения плодового тела, включая трубчатые, гастероидные, звёздчатые грибы (род Astraeus) и дождевики. Большинство видов являются эктомикоризными, хотя экологическая роль некоторых видов не известна с уверенностью. Считается, что подотряд возник в позднем мелу (145-66 млн лет назад) в Азии и Северной Америке, а основные роды диверсифицировались в середине кайнозоя (66-0 млн лет).